# Lac Terrien
Lac Terrien är en sjö i Kanada.   Den ligger i regionen Mauricie och provinsen Québec, i den sydöstra delen av landet, 300 km nordost om huvudstaden Ottawa. Lac Terrien ligger 260 meter över havet. Arean är 0,39 kvadratkilometer. Den sträcker sig 1,7 kilometer i nord-sydlig riktning, och 0,9 kilometer i öst-västlig riktning.
I omgivningarna runt Lac Terrien växer i huvudsak blandskog. Runt Lac Terrien är det mycket glesbefolkat, med 4 invånare per kvadratkilometer.